# TVN Warner Bros. Discovery
TVN Warner Bros. Discovery (TVN WBD) – polski oddział amerykańskiego konglomeratu środków masowego przekazu i rozrywki Warner Bros. Discovery (WBD). Podlega Warner Bros. Discovery International, czyli jednostce przedsiębiorstwa zajmującej się działalnością poza Stanami Zjednoczonymi. Obejmuje pięć jednostek zależnych: Grupę TVN, Discovery Polska, HBO Polska, Warner Bros. Polska i Turner Broadcasting System Poland.
TVN WBD prowadzi w Polsce 32 kanały telewizyjne, w tym jeden z czołowych kanałów komercyjnych, TVN. W skład grupy wchodzą także między innymi kanały siostrzane TVN, w tym informacyjny TVN24, kanały filmowo-serialowe premium z grup HBO i Cinemax, kanały sportowe z grupy Eurosport, kanały factualowe i lifestyle’owe z grupy Discovery, w tym Discovery Channel, Animal Planet i Food Network, a także kanały dziecięce Cartoon Network i Cartoonito. Grupa prowadzi także serwisy strumieniowe typu wideo na życzenie, w tym HBO Max i Player. W ramach Warner Bros. Polska zajmuje się dystrybucją kinową, głównie amerykańskich filmów z portfolio Warner Bros. TVN WBD jest także zleceniodawcą filmów, seriali i programów telewizyjnych, produkowanych na potrzeby jego składowych marek. W skład grupy wchodzi również Fundacja TVN i biuro sprzedaży reklam TVN Media, ponadto posiada ona 32% udziałów w przedsiębiorstwie Canal+ Polska, operatorze platformy cyfrowej Canal+.
Jednostka, pierwotnie funkcjonująca pod nazwą TVN Grupa Discovery jako lokalny oddział przedsiębiorstwa Discovery, powstała w maju 2018 w wyniku przejęcia przez Discovery polskiej Grupy TVN. W maju 2022 roku, w następstwie fuzji Discovery z koncernem WarnerMedia i powstania WBD, przyjęła aktualną nazwę i rozszerzyła działalność o usługi odziedziczone po WarnerMedia. Siedzibą grupy jest Media Business Centre w Warszawie.
Za sprawą 19,5% udziału w rynku w 2024 roku, TVN WBD jest w Polsce liderem oglądalności spośród dostawców treści wideo (kanałów telewizyjnych, serwisów strumieniowych i aplikacji).

## Geneza
Aktywa TVN Warner Bros. Discovery wywodzą się z kilku innych przedsiębiorstw, głównie z branży telewizyjnej: Grupy TVN, WarnerMedia (dawniej Time Warner), Discovery (dawniej Discovery Communications), Scripps Networks Interactive i Eurosport.
W 1994 amerykańskie przedsiębiorstwo Warner Bros., należące do koncernu Time Warner, otwarło polski oddział, Warner Bros. Polska, zajmujący się dystrybucją filmów w kinach i na nośnikach domowych. W 1996 Time Warner uruchomił w Polsce kanał telewizyjny HBO, a w późniejszych latach kolejne stacje z grup HBO i Cinemax, prowadzone przez jednostkę HBO Polska. Także w 1996 przedsiębiorstwo kupiło należącą do Teda Turnera spółkę telewizyjną Turner Broadcasting System. W kolejnych latach uruchomiła ona w Polsce kanały telewizyjne Cartoon Network (1998), Boomerang (2005) i TCM (2007), zaś w 2008 otwarła lokalny oddział, Turner Broadcasting System Poland. W 2010 HBO Polska uruchomiło serwis strumieniowy HBO Go. W 2015 TCM został zastąpiony przez TNT.
Polskie przedsiębiorstwo TVN sp. z o.o, znane też jako Grupa TVN, powstało w 1995 jako joint venture polskiej Grupy ITI i amerykańskiej Central European Media Enterprises, posiadających kolejno po 66% i 33% udziałów. 3 października 1997 rozpoczęło nadawanie kanału telewizyjnego TVN. W 1998 Central European Media Enterprises sprzedało Grupie ITI swoje udziały. W kolejnych latach Grupa TVN zaczęła uruchamiać kolejne kanały telewizyjne, począwszy od TVN24 w 2001 i TVN Siedem w 2002. W 2001 powołała Fundację TVN. W 2004 zaczęła być notowana na Giełdzie Papierów Wartościowych w Warszawie. W 2011 uruchomiła serwis strumieniowy TVN Player, który w 2014 zmienił nazwę na Player. Także w 2011 francuska spółka medialna Canal+ France kupiła 40% udziałów w Grupie TVN, która z kolei zyskała 32% udziałów w Canal+ Polska (w 2014 przeniesione na agencję reklamową TVN Media). W tym samym roku Grupa TVN rozpoczęła stopniowe nabywanie przedsiębiorstwa Stavka, poprzez którą uruchomiła kanał TTV.
W 1996 został w Polsce uruchomiony kanał Discovery Channel, należący do amerykańskiego przedsiębiorstwa Discovery Communications. W kolejnych latach lokalny oddział Discovery uruchamiał kolejne stacje telewizyjne. Także w 1996 europejska spółka Eurosport uruchomiła w Polsce sportowy kanał telewizyjny Eurosport, zaś w 2005 Eurosport 2. W 1998 Paxson Communications uruchomił w Polsce lokalną wersję kanału podróżniczego Travel Channel. W latach 2009–2016 amerykańskie przedsiębiorstwo Scripps Networks Interactive stopniowo kupiło wszystkie udziały w Travel Channel. W 2012 uruchomiło w Polsce we współpracy z Polsatem lokalną wersję swojego kanału Food Network, nazwaną Polsat Food. W latach 2012–2015 Discovery Communications sukcesywnie kupiło wszystkie udziały w spółce Eurosport.
W październiku 2014 Grupa ITI i Canal+ France poinformowały o planach sprzedania swojego łącznego pakietu 51% udziałów w Grupie TVN. Zainteresowanie transakcją wyraziły Scripps Networks Interactive, Time Warner, Discovery Communications i Grupa Bauer. W marcu 2015 udziały kupił Scripps Networks Interactive poprzez zależny od siebie brytyjski holding Southbank Media. W sierpniu 2015 przedsiębiorstwo nabyło od inwestorów z Giełdy Papierów Wartościowych w Warszawie prawie wszystkie akcje w Grupie TVN, zwiększając swój udział w spółce do 98,76%. We wrześniu 2015 sfinalizowało kupno pozostałych akcji i stało się całościowym właścicielem spółki, która tym samym przestała być notowana na giełdzie.
W wyniku transakcji od stycznia 2017 Grupa TVN przejęła kontrolę nad kanałami Travel Channel i Polsat Food, przy czym drugi z nich zmienił nazwę na Food Network. Równocześnie należąca do TVN stacja TVN Meteo Active została zastąpiona przez lokalną wersję należącego do Scripps Networks Interactive HGTV.
W latach 2016–2017 Discovery Polska stopniowo kupiło od Agory spółkę Green Content, nadawcę kanału telewizyjnego Metro. 6 marca 2018 Discovery Communications sfinalizowało zakup Scripps Networks Interactive i zmieniło nazwę na Discovery, Inc. (w skrócie Discovery). W konsekwencji Discovery stał się właścicielem Grupy TVN.
W czerwcu 2018 amerykańskie przedsiębiorstwo telekomunikacyjne AT&T sfinalizowało zakup Time Warner i zmieniło jego nazwę na WarnerMedia. W 2020 WarnerMedia uruchomił globalny serwis strumieniowy HBO Max. W wyniku przemian strukturalnych marka Turner Broadcasting System została wygaszona, a zarządzanie jej aktywami zostało przeniesione do innych jednostek WarnerMedia. W Polsce w 2021 HBO Polska przejęło od Turner Broadcasting System Poland kontrolę nad kanałami Cartoon Network i Boomerang, a TNT został zastąpiony przez Warner TV, zaś w 2022 serwis HBO Go został wygaszony i zastąpiony przez HBO Max.
8 kwietnia 2022 roku została sfinalizowana transakcja AT&T z Discovery. W jej ramach WarnerMedia został wydzielony z AT&T i dokonał fuzji z Discovery, w wyniku której powstało przedsiębiorstwo Warner Bros. Discovery. W 2023 rozpoczął się rebranding serwisu HBO Max, który zmienił nazwę na Max i wchłonął ofertę programową kanałów wywodzących się z Discovery. 9 lipca 2025 powrócił jednak do nazwy HBO Max.

## Historia

### 2018–2022: TVN Grupa Discovery
8 maja 2018 roku Discovery ogłosiło, że polski oddział przedsiębiorstwa zostanie zintegrowany z Grupą TVN w jeden zespół, którego prezesem zarządu i dyrektorem zarządzającym zostanie dotychczasowy wiceprezes TVN, Piotr Korycki. W skład zarządu TVN Grupy Discovery weszli menadżerowie wywodzący się zarówno z Grupy TVN, jak i Discovery Polska. Oddział bezpośrednio podlegał Discovery Networks EMEA, czyli europejskiej strukturze Discovery, której prezesem była Katarzyna Kieli.
W wyniku powstania TVN Grupy Discovery odbyła się reorganizacja struktury Grupy TVN i Discovery Polska. Część pracowników została zwolniona celem niedublowania stanowisk. W kierowanym przez Edwarda Miszczaka obszarze programowym zostały wydzielone trzy jednostki tematyczne:
- Lifestyle, zarządzana przez Małgorzatę Łupinę, prowadząca kanały: TVN Style, TLC, Food Network, Travel Channel, HGTV i Discovery Life,
- Factual, zarządzana przez Przemysława Kwiatkowskiego, prowadząca kanały: Discovery Channel, TVN Turbo, DTX i Discovery Historia,
- Kanały Fabularne, zarządzana przez Małgorzatę Jopek, prowadząca kanały: TVN7 i TVN Fabuła.

Kanały TTV, Canal+ Discovery i Metro pozostały zarządzane indywidualnie, poza trzema nowymi jednostkami.
Z końcem maja 2019 wygasła współpraca Discovery Polska z Canal+ Polska, w wyniku czego prowadzony przez nich wspólnie kanał Canal+ Discovery został zastąpiony przez Canal+ Dokument, prowadzony tylko przez Canal+.
We wrześniu 2020 roku Discovery rozpoczęło proces reorganizacji swoich europejskich struktur. TVN Grupa Discovery pozostała jednolitą grupą, wciąż zależną bezpośrednio od Discovery Networks EMEA, jednak Korycki ustąpił ze stanowiska jej prezesa. Dowodzenie nad oddziałem, mimo braku formalnej funkcji prezesa, przejęła Kieli.
8 grudnia 2020 roku TVN Grupa Discovery uruchomiła w Polsce globalny serwis strumieniowy Discovery+, jednak nie jako osobną platformę, lecz część składową Playera.

### Od 2022: TVN Warner Bros. Discovery
W kwietniu 2022 Warner Bros. Discovery (WBD) poinformował, że jego polski oddział będzie podlegał bezpośrednio Warner Bros. Discovery International, czyli jednostce zajmującej się działalnością poza Stanami Zjednoczonymi, i funkcjonował niezależnie od Warner Bros. Discovery EMEA, obejmującej obszar EMEA (Europy, Bliskiego Wschodu i Afryki). TVN Grupa Discovery zmieniła nazwę na TVN Warner Bros. Discovery (TVN WBD) i wchłonęła polskie jednostki WarnerMedia, a jej szefową została mianowana Katarzyna Kieli.
W lipcu 2022 roku TVN WBD ogłosił reorganizację struktury pionu programowego po odejściu z firmy jej kierownika, Edwarda Miszczaka. Jego funkcja została zlikwidowana, zaś obowiązki zostały podzielone pomiędzy kilku menedżerów.
Na przełomie 2022 i 2023 TVN WBD odkupił od Ringier Axel Springer Polska serwis strumieniowy VOD.pl. Platforma, oferująca za darmo programy przerywane reklamami, wystartowała w nowej odsłonie 14 lutego 2023. W styczniu 2024 TVN Warner Bros. Discovery ogłosił, że w najbliższych tygodniach VOD.pl zostanie wygaszony, a darmowe treści z reklamami trafią do serwisu Player. Platforma została zamknięta 31 stycznia 2024.
13 stycznia 2023 prowadzony przez Eurosport serwis strumieniowy Eurosport Player został w Polsce wygaszony i zastąpiony przez dodatkowy pakiet w Playerze. Od grudnia 2023 polskie seriale produkcji TVN zaczęły być udostępniane w globalnej ofercie serwisu Max (lub HBO Max). Od stycznia 2024 w Playerze zaczęły być uruchamiane kanały telewizyjne typu free ad-supported streaming television (FAST), nie dystrybuowane poza tą platformą, emitujące powtórki programów z portfolio Grupy TVN, przerywane reklamami. 18 marca 2024 kanał Boomerang został zastąpiony przez Cartoonito.
11 czerwca 2024 odbył się w Polsce rebranding serwisu HBO Max. Zmienił on nazwę na Max, ponadto została do niego włączona oferta kanałów grup TVN i Discovery oraz Playera. Jego koncesja została przeniesiona z HBO Europe na holenderski oddział Discovery. Równocześnie przedsiębiorstwo zapowiedziało, że Player będzie ewoluował w stronę serwisu darmowego, zaś Max zyska pierwszeństwo w dystrybucji nowych odcinków programów, w tym dotychczasowych produkcji oryginalnych Playera.
6 sierpnia 2024 brytyjski dziennik „Financial Times” doniósł, że WBD rozważa sprzedaż Grupy TVN. 13 października 2024 „Newsweek” poinformował, że oferty kupna złożył nieznany amerykański nadawca, czeska spółka inwestycyjna PPF Group i węgierski przedsiębiorca József Vida, powiązany z partią Fidesz, właściciel węgierskiego kanału TV2. 11 grudnia 2024 premier Polski Donald Tusk poinformował o wpisaniu Grupy TVN na listę spółek strategicznych, argumentując to ochroną przed „niebezpiecznym z punktu widzenia interesów państwa polskiego przejęciem”. 20 grudnia 2024 WBD potwierdził doniesienia o rozpoczęciu sprzedaży. 17 stycznia 2025 media doniosły, że kolejnymi przedsiębiorstwami wyrażającymi zainteresowanie transakcja są włoskie MediaForEurope, greckie Antenna Group i francuskie Canal+. W kwietniu 2025 WBD poinformował o rezygnacji z planu sprzedaży Grupy TVN.
W marcu 2025 Grupa TVN kupiła Green Content od Discovery Polska. 23 kwietnia 2025 serwis strumieniowy TVN24 GO przeszedł rebranding i zmienił się w platformę TVN24+, który poza materiałami wideo zawiera także teksty i audio. 9 lipca 2025 Max powrócił do nazwy HBO Max.

## Struktura
- Discovery Polska – prowadząca kanały telewizyjne związane z Discovery
- HBO Polska – prowadząca kanały telewizyjne z grup HBO i Cinemax oraz Cartoon Network i Cartoonito (dawniej Boomerang)
- Grupa TVN – prowadząca kanały związane z TVN i serwis Player
  - Stavka – prowadząca kanał TTV (spółka w pełni zależna od Grupy TVN[76])
  - Green Content – prowadząca kanał Metro (spółka w pełni zależna od Grupy TVN[72])
  - TVN Media – biuro sprzedaży reklam[77]
    - Canal+ Polska – przedsiębiorstwo operujące kanałami telewizyjnymi i platformą cyfrową Canal+ (32% udziałów TVN Media[78])

  - Fundacja TVN – fundacja
  - Polski Operator Telewizyjny – spółka zajmująca się eksploatacją telewizji naziemnej (50% udziałów Grupy TVN[79])
- Turner Broadcasting System Poland – prowadząca kanał telewizyjny Warner TV
- Warner Bros. Polska – zajmująca się dystrybucją filmów, głównie z portfolio Warner Bros.

## Prowadzone usługi
Źródła:

### Aktualne

#### Kanały telewizyjne
| Nazwa                   | Logo                    | Operator                          | Opis |
| Kanały ogólnotematyczne | Kanały ogólnotematyczne | Kanały ogólnotematyczne           | Kanały ogólnotematyczne                                                                                              |
| ----------------------- | ----------------------- | --------------------------------- | --- |
| TVN                     |                         | Grupa TVN                         | Kanał emitujący głównie programy rozrywkowe, filmy, seriale i audycje informacyjne.                                  |
| TVN7                    |                         | Grupa TVN                         | Kanał emitujący głównie filmy, seriale i programy rozrywkowe.                                                        |
| TTV                     |                         | Stavka                            | Kanał emitujący głównie programy rozrywkowe.                                                                         |
| Metro                   |                         | Green Content                     | Kanał emitujący głównie filmy i seriale.                                                                             |
| Kanały informacyjne     |                         |                                   | |
| TVN24                   |                         | Grupa TVN                         | Kanał informacyjny.                                                                                                  |
| TVN24 BiS               |                         | Grupa TVN                         | Kanał informacyjny o tematyce biznesowej i politycznej.                                                              |
| Kanały sportowe         |                         |                                   | |
| Eurosport 1             |                         | Eurosport                         | Kanały sportowe. |
| Eurosport 2             |                         | Eurosport                         | Kanały sportowe. |
| Kanały lifestyle’owe    |                         |                                   | |
| TVN Style               |                         | Grupa TVN                         | Kanał poświęcony urodzie, stylom życia, modzie oraz zdrowiu.                                                         |
| Discovery Life          |                         | Discovery Communications Benelux  | Kanał poświęcony zdrowiu.                                                                                            |
| Food Network            |                         | Discovery Communications Benelux  | Kanał kulinarny. |
| HGTV                    |                         | Grupa TVN                         | Kanał poświęcony urządzaniu domów i ogrodów.                                                                         |
| TLC                     |                         | Discovery Communications Benelux  | Kanał emitujący głównie programy typu reality.                                                                       |
| Travel Channel          |                         | Discovery Communications Benelux  | Kanał podróżniczy.                                                                                                   |
| Kanały factualowe       |                         |                                   | |
| TVN Turbo               |                         | Grupa TVN                         | Kanał motoryzacyjny.                                                                                                 |
| Animal Planet           |                         | Discovery Communications Benelux  | Kanał przyrodniczy.                                                                                                  |
| Discovery Channel       |                         | Discovery Communications Benelux  | Kanał dokumentalno-naukowy.                                                                                          |
| Discovery Historia      |                         | Discovery Communications Benelux  | Kanał historyczny.                                                                                                   |
| Discovery Science       |                         | Discovery Communications Benelux  | Kanał dokumentalno-naukowy.                                                                                          |
| DTX                     |                         | Discovery Communications Benelux  | Kanał motoryzacyjny.                                                                                                 |
| ID                      |                         | Discovery Communications Benelux  | Kanał emitujący głównie programy typu true crime.                                                                    |
| Kanały dziecięce        |                         |                                   | |
| Cartoon Network         |                         | HBO Europe                        | Kanał dla dzieci, emitujący seriale animowane.                                                                       |
| Cartoonito              |                         | HBO Europe                        | Kanał dla dzieci w wieku 2–5 lat, emitujący seriale animowane.                                                       |
| Kanały filmowe          |                         |                                   | |
| TVN Fabuła              |                         | Grupa TVN                         | Kanał emitujący seriale, filmy i programy poświęcone kinematografii.                                                 |
| Warner TV               |                         | Turner Broadcasting System Poland | Kanał emitujący głównie zagraniczne filmy i seriale z portfolio Warner Bros.                                         |
| Kanały filmowe premium  |                         |                                   | |
| Cinemax                 |                         | HBO Europe                        | Kanały emitujące głównie filmy i seriale, w tym produkcji HBO, dystrybuowane w modelu premium (za dodatkową opłatą). |
| Cinemax 2               |                         | HBO Europe                        | Kanały emitujące głównie filmy i seriale, w tym produkcji HBO, dystrybuowane w modelu premium (za dodatkową opłatą). |
| HBO                     |                         | HBO Europe                        | Kanały emitujące głównie filmy i seriale, w tym produkcji HBO, dystrybuowane w modelu premium (za dodatkową opłatą). |
| HBO2                    |                         | HBO Europe                        | Kanały emitujące głównie filmy i seriale, w tym produkcji HBO, dystrybuowane w modelu premium (za dodatkową opłatą). |
| HBO3                    |                         | HBO Europe                        | Kanały emitujące głównie filmy i seriale, w tym produkcji HBO, dystrybuowane w modelu premium (za dodatkową opłatą). |
| Kanały polonijne        |                         |                                   | |
| iTVN                    |                         | Grupa TVN                         | Kanały dla Polonii, emitujące głównie programy TVN.                                                                  |
| iTVN Extra              |                         | Grupa TVN                         | Kanały dla Polonii, emitujące głównie programy TVN.                                                                  |

#### Serwisy strumieniowe
| Nazwa   | Logo | Operator                         | Opis |
| ------- | ---- | -------------------------------- | --- |
| HBO Max |      | Discovery Communications Benelux | Serwis ogólnotematyczny, zawierający polską i zagraniczną ofertę z portfolio Warner Bros. Discovery oraz programy innych dostawców. Od 11 czerwca 2024 do 9 lipca 2025 nazywał się Max. |
| Player  |      | Grupa TVN                        | Serwis ogólnotematyczny, zawierający głównie programy grup TVN i Discovery, a także kanały FAST i wypożyczalnię filmową.                                                                |
| TVN24+  |      | Grupa TVN                        | Serwis informacyjny, stanowiący uzupełnienie oferty kanału TVN24. Do 23 kwietnia 2024 nazywał się TVN24 GO.                                                                             |

#### Serwisy internetowe
| Nazwa        | Logo | Opis                                                    |
| ------------ | ---- | ------------------------------------------------------- |
| TVN24.pl     |      | Serwis informacyjny.                                    |
| Kontakt 24   |      | Serwis dziennikarstwa obywatelskiego.                   |
| TVN Meteo    |      | Serwis pogodowy.                                        |
| TVN Warszawa |      | Serwis informacyjny skierowany do mieszkańców Warszawy. |
| TVN Zdrowie  |      | Serwis poświęcony zdrowiu.                              |
| X-news       |      | Platforma materiałów graficznych i audiowizualnych.     |

### Dawne

#### Kanały telewizyjne
| Nazwa     | Logo | Data wygaszenia | Operator   | Opis                                                                       |
| --------- | ---- | --------------- | ---------- | -------------------------------------------------------------------------- |
| Boomerang |      | 17 marca 2023   | HBO Europe | Kanał dla dzieci emitujący seriale animowane. Zastąpiony przez Cartoonito. |

#### Serwisy strumieniowe
| Nazwa            | Logo | Data wygaszenia  | Operator         | Opis |
| ---------------- | ---- | ---------------- | ---------------- | --- |
| Eurosport Player |      | 13 stycznia 2023 | Discovery Polska | Serwis sportowy, stanowiący uzupełnienie oferty kanałów grupy Eurosport. Zastąpiony przez pakiet Eurosport w serwisie Player. |
| VOD.pl           |      | 31 stycznia 2024 | Grupa TVN        | Darmowy serwis ogólnotematyczny, zawierający głównie ofertę Grupy TVN. Zastąpiony przez darmowy pakiet w serwisie Player.     |